# Steinbrech-Leimkraut
Das Steinbrech-Leimkraut (Silene saxifraga) ist eine Pflanzenart aus Gattung der Leimkräuter (Silene) innerhalb der Familie der Nelkengewächse (Caryophyllaceae).

## Beschreibung

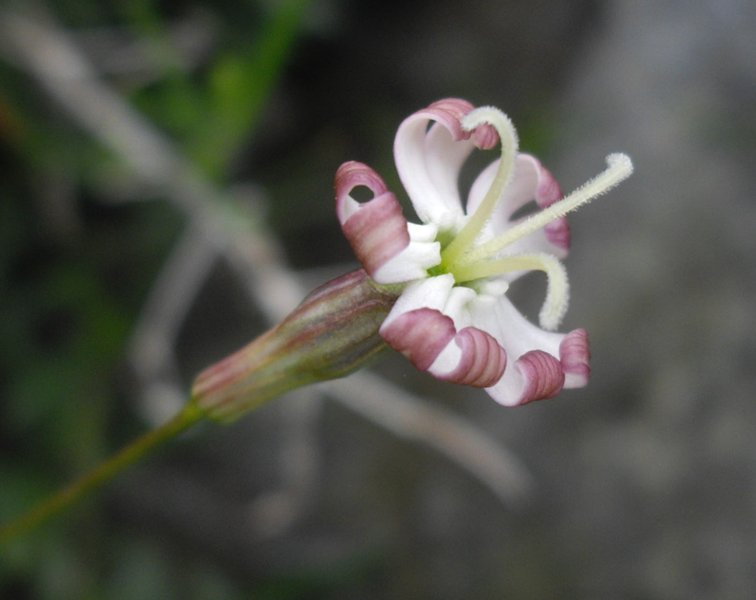
Blüte

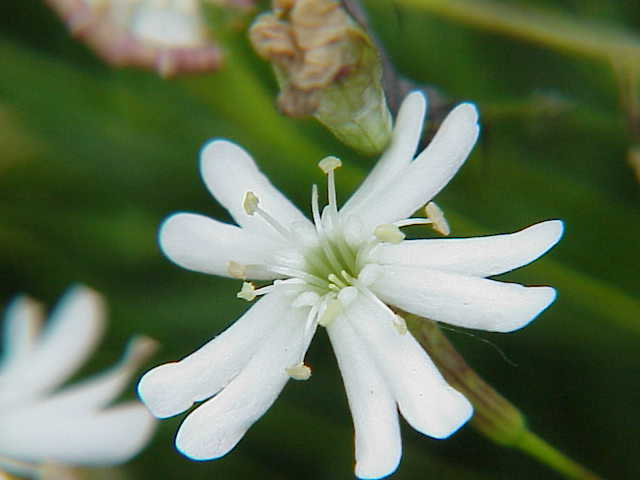
Blüte

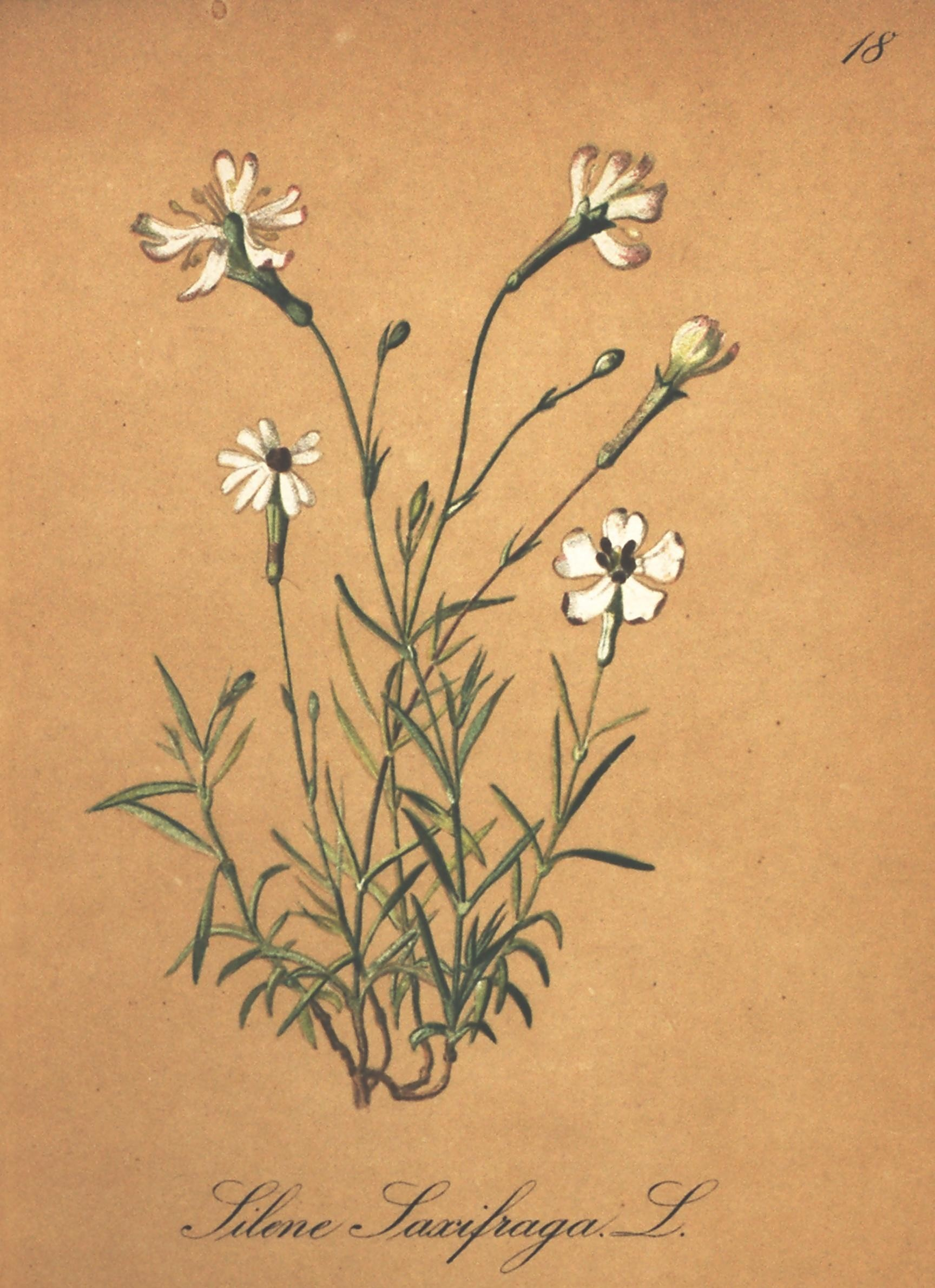
Illustration aus Die Alpenpflanzen nach der Natur gemalt, Tafel 18

### Vegetative Merkmale
Das Steinbrech-Leimkraut ist ein Zwerghalbstrauch, der Wuchshöhen von 10 bis 40 Zentimetern erreicht. Es besitzt eine kräftige verzweigte Primärwurzel. Die dünnen Daueräste sind liegend bis aufsteigend und haben zahlreiche Blütentriebe. Die dünnen Stängel tragen büschelig beblätterte Kurztriebe und sind im unteren Teil kurzflaumig behaart und im oberen Teil kahl und klebrig. Die sechs bis neun Paar Stängelblätter sind linealisch bis schmal-lanzettlich und am Grund bewimpert. Die unteren Stängelblätter sind 1 bis 2 Zentimeter lang, sie oberen sind viel kürzer.

### Generative Merkmale
Die Blüten stehen einzeln oder zu zweit bis dritt in Dichasien. Die Blüten sind zwittrig oder eingeschlechtig. Der Kelch ist 8 bis 15 Millimeter lang, kahl und zehnnervig. Die Kelchzähne sind ungleich, eiförmig, stumpf, hautrandig, die breiteren manchmal ausgerandet. Die Kronblätter sind 9 bis 12 Millimeter lang, oberseits weißlich, unterseits rötlich oder grünlich. Die Platte ist zweiteilig. Die Nebenkrone ist klein und zweiteilig. Es sind drei Griffel vorhanden.
Die Kapselfrucht ist bei einer Länge von 7 bis 10 Millimetern eiförmig und öffnet sich mit sechs abstehende Zähne. Der Karpophor ist etwa so lang wie die Kapselfrucht oder länger. Die Samen sind gerieft und 1 bis 1,2 Millimeter lang.
Die Chromosomenzahl beträgt 2n = 24.

## Ökologie
Die Blüten öffnen sich meist erst abends. Bei feuchtem Wetter bleiben sie tagsüber geöffnet. Die Griffeläste und die Staubblätter ragen so weit aus der Blütenröhre, dass sie durch das Einrollen der Blütenblätter nicht geschützt sind.

## Vorkommen
Das Steinbrech-Leimkraut kommt in Europa in den Ländern Spanien, Frankreich, Italien, Schweiz, Österreich, Slowenien, Kroatien, Serbien, Albanien, Rumänien, Bulgarien, Nordmazedonien und Griechenland vor. In der Schweiz kommt es im südlichen Tessin, im südlichen Wallis und in Graubünden im Puschlav und am Ofenpass vor. Das Steinbrech-Leimkraut ist in der Schweiz „potenziell gefährdet“.
Das Steinbrech-Leimkraut gedeiht an sonnigen Hängen und in Felsritzen auf kalkhaltigem Untergrund. In Südeuropa ist es pflanzensoziologisch eine Art der Ordnung Potentilletalia caulescentis.
Die ökologischen Zeigerwerte nach Landolt et al. 2010 sind in der Schweiz: Feuchtezahl F = 2 (mäßig trocken), Lichtzahl L = 4 (hell), Reaktionszahl R = 5 (basisch), Temperaturzahl T = 2+ (unter-subalpin und ober-montan), Nährstoffzahl N = 2 (nährstoffarm), Kontinentalitätszahl K = 3 (subozeanisch bis subkontinental).

## Systematik
Die Erstveröffentlichung von Silene saxifraga erfolgte 1753 durch Carl von Linné in Species Plantarum, Tomus I, Seite 421. 
Je nach Autor gibt etwa mehrere Unterarten:
- Silene saxifraga L. subsp. saxifraga[3]
- Silene saxifraga subsp. hayekiana (Hand.-Mazz. & Janch.) Graebner (Syn.: Silene hayekiana Hand.-Mazz. & Janch.). Nach Euro+Med ist sie nur ein Synonym von Silene saxifraga L.[3] Nach anderen Autoren ist sie eine eigenständige Art. Sie kommt in Eeuropa in Südkärnten, Osttirol, Slowenien, Kroatien und in Südtirol vor.[4][1]
- Silene saxifraga subsp. rupicola (Nyman) C.Brullo & Brullo: Dieser Endemit kommt nur auf Sizilien vor.